# Если бы нам рассказали о Париже
«Если бы нам рассказали о Париже» — французский исторический кинофильм.

## Сюжет
Профессор университета пытается рассказать студентам о разных исторических фактах, складывающихся в историю Парижа… Получается целая история, в которой присутствуют Карл VII и Агнесса Сорель, создание типографии при Луи XI, Лувр во времена Франциска I, Варфоломеевская ночь, убийство монахом-фанатиком Равальяком короля Генриха IV, процесс над Марией Антуанеттой, Парижская коммуна, дело Дрейфуса и другие…

## В ролях
- Саша Гитри — король Людовик XI
- Жан Маре — король Франциск I
- Жерар Филип — Ле Трувер
- Луи де Фюнес — Антуан Аллегре
- Софи Демаре[англ.] — Роза Бертен
- Робер Ламурё — Жан-Анри Латюд
- Симона Ренан — маркиза де Ла Тур-Маборэ
- Жермен Дермо — Екатерина Медичи
- Эмиль Дрейн — Виктор Гюго
- Жак Дюмесни — кардинал Ришельё
- Лана Маркони — Мария Антуанетта
- Клод Нолье — Анна Австрийская
- Мишель Морган — Габриэль д’Эстре
- Даниэль Дарьё — Аньес Сорель
- Рене Бланкар — Обинэ
- Пьер Ванек — Франсуа Вийон
- Жизель Паскаль — графиня де Монбелло
- Франсуаза Арнуль – графиня